# Irina Iwanowna Mamai
Irina Iwanowna Mamai (russisch Ирина Ивановна Мамай; * 15. Oktober 1932 in Smijow; † 29. Januar 2015 in Moskau) war eine sowjetische bzw. russische Landschaftsgeographin und Hochschullehrerin.

## Leben
Mamai studierte an der Lomonossow-Universität Moskau (MGU) in der Geographie-Fakultät mit Abschluss 1955.
Nach der Aspirantur (1958–1961) wurde Mamai Mitarbeiterin des Lahrstuhls für Physische Geographie der Geogrphie-Fakultät der MGU (nun Physische Geographie und Landschaftsgeographie) und leitete Arbeitsgruppen in verschiedenen Expeditionen der MGU in verschiedenen Tiefland-Regionen zur Erforschung der jeweiligen Naturräume. Ihre Kandidat-Dissertation über die Methodik der Erstellung einer Landschaftskarte im Maßstab 1:1.000.000 am Beispiel Westkasachstans verteidigte sie 1967 mit Erfolg für die Promotion zur Kandidatin der geographischen Wissenschaften.
Von 1977 bis 1991 leitete Mamai das Laboratorium für Landschaftsgeographie und analytische Methoden in der Physischen Geographie. Ihre Doktor-Dissertation über Landschaftsdynamik im Hinblick auf Methodik und regionale Probleme verteidigte sie 1994 mit Erfolg für die Promotion zur Doktorin der geographischen Wissenschaften.
Von 1996 bis zu ihrem Tode war Mamai führende wissenschaftliche Mitarbeiterin des Lehrstuhls für Physische Geographie und Landschaftsgeographie der MGU, Vizelehrstuhlleiterin und Leiterin des Landschaftsseminars des Lehrstuhls.
Mamai leitete die Physische-Geographie-Abteilung des Moskauer Zentrums der Russischen Geographischen Gesellschaft.
Ab 1996 leitete Mamai das Laboratorium für landschaftsökologische Modellierung von Geosystemen der Geographie-Fakultät der MGU.

## Ehrungen, Preise
- Medaille „Veteran der Arbeit“ (1985)[1]
- Verdiente Wissenschaftliche Mitarbeiterin der MGU (1998)[1]